# Pere Renom i Riera
Pere Renom i Riera (Badalona, 1850 - 2 d'agost del 1911) fou un escriptor i polític badaloní, alcalde de Badalona entre 1893-1894 i entre 1898-1899.

## Biografia
Fou col·laborador com escriptor de diverses publicacions locals de Badalona de tendència republicana com Badalona Federal, Patria i Llibertat, i també catalanista com Gent Nova, finalment també en altres de caràcter humorístic i satíriques com La Trompeta, i L'Esparvé, de la qual fou promotor i director. L'any 1868 col·laborà en la creació de El Eco de Badalona, juntament amb altres personalitats badalonines; publicació de la qual Francesc Planas i Casals en fou director.

### Activitat política
Representant del Partit Liberal, un dels partits dinàstics de la Restauració, per tant representat d'una forma política caciquista, representada pel frau electoral entre el partit de Renom i del seu homòleg conservador a nivell badaloní, Joaquim Palay i Jaurés, que fou alcalde de la vila després del consistori de Renom.
En el seu segon període com a alcalde fou un dels protagonistes en les confrontacions violentes entre els partidaris dels partits dinàstics. El punt àlgid es manifestà en el vestíbul de l'Ajuntament en els fets de juliol de 1899, a causa del tancament de l'Ajuntament davant de les manifestacions dels partidaris palayistes i l'assistència a la constitució del nou Consistori després de l'entrada dels regidors electes. A la fi, l'oposició a l'entrada provocà diversos trets. Renom, com a alcalde, ordenà al cap de vigilància de la casa consistorial que disposés del necessari per a posar ordre i en resultaren diversos morts i ferits. El governador civil de Barcelona ordenà la suspensió de l'ajuntament. Els fets foren portats a la justícia, però les acusacions contra Renom per instar l'acció al cap de vigilància no tingueren efecte negatiu i fou absolt de l'acusació.
Va morir a Badalona el 2 d'agost de 1911.

### Autor teatral
- 1869. La llei natural, comèdia en 3 actes i en vers.
- 1878. El que es veu i el que no veu. Estrenada al teatre Romea, la nit de 17 de febrer.
- 1879. Els Pastorets, drama en 3 actes i vers, amb pròleg.[6]
- 1880. Un mal pas!, juguet còmic en 1 acte i en vers.
- 1882. La bandera dels Tres Toms, comèdia en 1 acte i en vers.
- 189?. La festa de Sant Antoni, comèdia en 1 acte i en vers.